# Powellisetia tenuisculpta
Powellisetia tenuisculpta är en snäckart som först beskrevs av Powell 1933.  Powellisetia tenuisculpta ingår i släktet Powellisetia och familjen Rissoidae. Inga underarter finns listade i Catalogue of Life.